# 카카레 이비

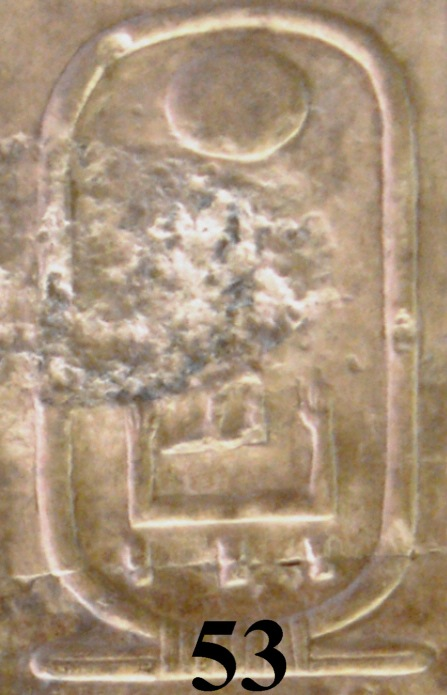

카카레 이비는 이집트 제1중간기의 파라오이다. 이는 '레의 영혼은 강하다'라는 뜻이다.
그의 이름은 아비도스 왕 목록과 토리노 파피루스에 나온다. 토리노 파피루스에 따르면 그는 2년 1달 1일을 다스렸다.
하지만 이 시기의 다른 파라오들과 달리 그는 사카라 남부에 작은 피라미드를 남겼다. 이것은 사카라에 있는 피라미드 중 가장 후대에 지어진 것으로, 솁세스카프의 무덤 북동쪽에 위치한다.
| 전임 네페르카민 아누 ? | 이집트 제8왕조의 파라오 ? 2년 1달 1일 ? | 후임 네페르카우레 2세 ? |